# IPhone 16 Pro
El iPhone 16 Pro y el iPhone 16 Pro Max son teléfonos inteligentes diseñados, desarrollados y comercializados por Apple. Junto con el iPhone 16 y el iPhone 16 Plus corresponden la decimoctava generación del iPhone, sucediendo al iPhone 15 Pro y al iPhone 15 Pro Max. Se presentaron el 9 de septiembre de 2024 y se lanzaron el 20 de septiembre de 2024. El iPhone 16 Pro y el iPhone 16 Pro Max incluyen pantallas más grandes de 6,3 y 6,9 pulgadas, un procesador más rápido, cámaras anchas y ultra anchas mejoradas, compatibilidad con WiFi 7, baterías más grandes y vienen preinstalados con el sistema operativo iOS 18.

## Diseño

### Presentación y pantalla
Estos modelos continúan con el diseño de pantalla de borde a borde, aunque con bordes de pantalla más delgados, siendo los bordes más delgados de cualquier producto anterior de Apple. El iPhone 16 Pro y el iPhone 16 Pro Max cuentan con pantallas Super Retina XDR OLED más grandes de 6,3 y 6,9 pulgadas, respectivamente, siendo este último el que ofrece la pantalla más grande de todos los iPhone anteriores. Ambos modelos tienen pantalla siempre activas con relación de aspecto de 19,5:9 , con una densidad de 460 ppp a partir de una resolución de 2622 × 1206 (Pro) y 2868 × 1320 (Pro Max). Ambos son de 120 Hz, HDR10, con un brillo típico de 1000 nits y 2000 nits como máximo.
Ambos modelos Pro vienen en cuatro colores, el nuevo Titanio del desierto, Titanio natural, Titanio negro y Titanio blanco, los cuales proporcionan un exterior liviano y resistente a los rayones. El color Titanio del desierto reemplazó al color Titanio azul utilizado en el iPhone 15 Pro y el iPhone 15 Pro Max.
| Color | Nombre               |
| ----- | -------------------- |
|       | Titanio del desierto |
|       | Titanio natural      |
|       | Titanio blanco       |
|       | Titanio negro        |

### Hardware
Los modelos iPhone 16 Pro y iPhone 16 Pro Max están equipados con el chip Apple A18 Pro, fabricado con un proceso de 3 nanómetros de segunda generación (TSMC N3E), que mejora significativamente el rendimiento, especialmente en tareas relacionadas con la IA. Este chip incluye una CPU de 6 núcleos, una GPU de 6 núcleos y un Neural Engine de 16 núcleos con una velocidad de 35 billones de instrucciones por segundo que acelera las capacidades de aprendizaje automático, lo que permite una mejor integración de las funciones de Apple Intelligence. Ambos modelos ofrecen 8 GB de memoria y opciones de almacenamiento que van desde 128 GB (256 GB en el iPhone 16 Pro Max) hasta 1 TB.
Todos los modelos de ‌iPhone 16‌ han mejorado en su diseño térmico. Se actualizó la placa lógica principal, se úbico en el centro el chip y se optimizó la arquitectura circundante. La línea ‌iPhone 16 Pro‌ maximiza la capacidad térmica con un chasis mecanizado que utiliza aluminio completamente reciclado, unido al marco de titanio mediante difusión de estado sólido. Esto se combina con una subestructura de aluminio revestida de grafito. La nueva arquitectura térmica permite una mejora del 20 % en el rendimiento de videojuegos en comparación con el Apple A17 Pro.
Todos los modelos de la línea iPhone 16 son compatibles con WiFi 7 (802.11a/b/g/n/ac/ax/be). En un análisis realizado por iFixit, se demostró que el módem del modelo estadounidense era un Qualcomm SDX71M-000.

### Cámara
El iPhone 16 Pro presenta un sistema de cámara mejorado, con tres cámaras traseras y un escáner liDAR. Cuenta con lentes «gran angular», «ultra gran angular» y «teleobjetivo». La cámara gran angular es de 48 megapixeles, con estabilización óptica de imagen (OIS) por desplazamiento del sensor y autofoco de detección de fase de doble píxel (PDAF). La cámara ultra gran angular es de 48 MP con un campo de visión de 120 grados, optimizado para condiciones de poca luz. Una cámara teleobjetivo con zum óptico de 5x, que antes era exclusiva del iPhone 15 Pro Max, ahora viene de serie en ambos modelos. Además, la grabación de video en este iPhone admite 4K a 120 cuadros por segundo, ofreciendo la combinación de resolución y velocidad de cuadros más alta del iPhone hasta el momento, siendo el único iPhone que graba en 4K en cámara lenta.

### Botón de control de la cámara
Los modelos de iPhone 16 introducen con un nuevo botón llamado «Control de la cámara». Este botón está en el lado derecho del dispositivo y permite al usuario abrir la aplicación de la cámara, cambiar entre diferentes controles y funciones de la cámara, además de tomar fotografías y videos. El botón puede distinguir entre pulsaciones ligeras y fuertes. Al presionar el botón una vez, abre la aplicación de la cámara. Al presionarlo suavemente dos veces, abre un pequeño menú con diferentes controles de la cámara, como el zum o el tono, y si un usuario lo presiona con fuerza una vez, toma una fotografía. Si un usuario lo mantiene presionado durante unos segundos, inicia a grabar un video.

## Software
Una de las características del iPhone 16 Pro es su integración con Apple Intelligence, un conjunto de capacidades impulsadas por inteligencia artificial. Apple Intelligence mejora la funcionalidad de Siri, mejorando la comprensión del lenguaje natural además de que introduce funciones generativas como emojis personalizados e Inteligencia Visual, que puede analizar fotografías e identificar objetos en tiempo real.

## Lanzamiento y costos
Los pedidos anticipados del iPhone 16 Pro y el iPhone 16 Pro Max comenzaron el 13 de septiembre de 2024 y se lanzaron oficialmente el 20 de septiembre de 2024. El precio del modelo iPhone 16 Pro se fijó en 999 USD, mientras que el modelo Pro Max en 1,199 USD.

### Disponibilidad por región
20 de septiembre de 2024
- Australia
- Austria
- Bahréin
- Brasil
- Bélgica
- Canadá
- China
- Croacia
- República Checa
- Dinamarca
- Finlandia
- Francia
- Alemania
- Grecia
- Hong Kong
- Hungría
- India
- Italia
- Irlanda
- Japón
- Luxemburgo
- Malasia
- México
- Países Bajos
- Nueva Zelanda
- Noruega
- Omán
- Polonia
- Portugal
- Catar
- Arabia Saudita
- Serbia
- Singapur
- Eslovaquia
- Sudáfrica
- Corea del Sur
- España
- Suecia
- Suiza
- Taiwán
- Tailandia
- Turquía
- Emiratos Árabes Unidos
- Reino Unido
- Estados Unidos

20 de septiembre de 2024
- Macao
- Vietnam

18 de octubre de 2024
- Bangladesh
- Israel
- Filipinas

### Prohibición de venta en Indonesia
El 20 de octubre de 2024, el Ministerio de Industria de Indonesia anunció una prohibición formal de la venta uso de los modelos iPhone 16, iPhone 16 Pro y iPhone 16 Pro Max en Indonesia, alegando que Apple no había cumplido con las inversiones prometidas en el país y no había alcanzado el umbral del 40 % de contenido local requerido para su aprobación. Posteriormente, Apple respondió ofreciendo una inversión de 100 millones de USD a cambio de levantar la prohibición, sin embargo el Ministerio de Industria rechazó esta oferta, afirmando que «no había cumplido con los principios de equidad» y exigió una cantidad mayor de por lo menos 1,000 millones de USD.